# Glee: The Music, Volume 3 Showstoppers
Glee: The Music, Volume 3 Showstoppers — третий альбом саундтреков к американскому музыкальному телесериалу «Хор», который транслируется телеканалом Fox в США и Канаде. В альбом, релиз которого состоялся 18 мая 2010 года, вошли музыкальные номера из второй половины первого сезона, за исключением эпизода «The Power of Madonna» и «Journey to Regionals», которые сопровождали отдельные мини-альбомы Glee: The Music, The Power of Madonna и Glee: The Music, Journey to Regionals соответственно. Стандартная версия включает в себя четырнадцать композиций, а расширенная — двадцать. Volume 3 Showstoppers добрался до первой строчки чартов Billboard 200, Canadian Albums Chart, Irish Albums Chart и Australian Albums Chart; в США был продан количеством 136 тыс. копий в первые семь дней и завоевал награду American Music Awards 2010 в номинации «Лучший альбом саундтреков».

## Создание и продажи
Альбом занимал первые строчки в американском, австралийском, канадском и ирландском чартах; за первую неделю было продано 136 тыс. экземпляров, и 63 тыс. — во вторую. Альбом позволил телесериалу побить рекорд, установленный The Beatles в 1966 году: кратчайший период времени, за который два альбома одного исполнителя занимали верхнюю строчку в чарте. Уже спустя 4 недели после выхода Glee: The Music, The Power of Madonna, его на верхней строчке сменил альбом Volume 3 Showstoppers. В Канаде 14 тыс. экземпляров альбома были проданы в первую неделю, и 9 400 — во вторую. Альбом получил платиновый статус в Австралии и Ирландии, и золотой в США.
Все песни, вошедшие в релиз, были выпущены в качестве синглов посредством цифровой дистрибуции. Наиболее успешным из них стал «Gives You Hell», добравшийся до верхней позиции в Ирландии; «Total Eclipse of the Heart», который занимал девятую строчку в Великобритании и шестнадцатую в США, и «Jessie’s Girl», занявший в Австралии и Канаде восьмое и десятое места соответственно. 134 тыс. копий сингла «Total Eclipse of the Heart» были куплены в США за первую неделю продаж, что сделали его вторым по раскупаемости на первую неделю синглом сериала, после «Don’t Stop Believin'». «Jessie’s Girl» получил в Австралии золотую сертификацию и стал первым синглом, после «Don’t Stop Believin'», достигшим такого уровня. По данным Billboard, кавер-версия «Dream On» в исполнении актёрского состава «Хора» стартовала лучше, чем оригинальная версия, исполненная группой Aerosmith в 1973 году — на 29 и 53 строчках соответственно (однако переиздание «Dream On» в 1976 году достигло шестого места). Кавер-версия «Physical» стала первой песней Оливии Ньютон-Джон, появившейся в Hot 100 с 1998 года, когда её «I Honestly Love You» занимала 99 строчку.

## Список композиций

### Обычная версия
| №   | Название                                                                        | Автор(ы)                                         | Оригинальный исполнитель         | Длительность |
| --- | ------------------------------------------------------------------------------- | ------------------------------------------------ | -------------------------------- | ------------ |
| 1.  | «Hello, Goodbye»                                                                | Джон Леннон, Пол Маккартни                       | The Beatles                      | 3:29         |
| 2.  | «Gives You Hell»                                                                | Ник Веллер, Тайсон Риттер                        | The All-American Rejects         | 3:26         |
| 3.  | «Hello» (при участии Джонатана Гроффа)                                          | Лайонел Ричи                                     | Лайонел Ричи                     | 3:32         |
| 4.  | «One Less Bell to Answer / A House Is Not a Home» (при участии Кристин Ченовет) | Бёрт Бакарак / Бакарак, Хэл Дэвид                | The 5th Dimension / Дайон Уорвик | 4:42         |
| 5.  | «Beautiful»                                                                     | Линда Перри                                      | Кристина Агилера                 | 3:59         |
| 6.  | «Physical» (при участии Оливии Ньютон-Джон)                                     | Стив Кипнер, Терри Шаддик                        | Оливия Ньютон-Джон               | 3:18         |
| 7.  | «Total Eclipse of the Heart» (при участии Джонатана Гроффа)                     | Джим Стейнман                                    | Бонни Тайлер                     | 4:24         |
| 8.  | «Lady Is a Tramp»                                                               | Ричард Роджерс, Лоренц Харт                      | ''Babes in Arms''                | 2:46         |
| 9.  | «One»                                                                           | Bono, The Edge, Адам Клэйтон, Ларри Маллен       | U2                               | 3:56         |
| 10. | «Dream On» (при участии Нила Патрика Харриса)                                   | Стивен Тайлер                                    | Aerosmith                        | 4:34         |
| 11. | «The Safety Dance»                                                              | Иван Дорощук                                     | Men Without Hats                 | 3:19         |
| 12. | «I Dreamed a Dream» (при участии Идины Мензель)                                 | Клод-Майкл Шёнберг,Алайн Бобил, Герберт Кретцмер | Отверженные                      | 3:08         |
| 13. | «Give Up the Funk (Tear the Roof off the Sucker)»                               | Джером Брейли, Джордж Клинтон, Бутси Коллинз     | Parliament                       | 4:25         |
| 14. | «Bad Romance»                                                                   | Lady Gaga, RedOne                                | Леди Гага                        | 4:54         |

### Расширенная версия
| №   | Название                                                                        | Автор(ы)                                          | Оригинальный исполнитель         | Длительность |
| --- | ------------------------------------------------------------------------------- | ------------------------------------------------- | -------------------------------- | ------------ |
| 1.  | «Hello, Goodbye»                                                                | Леннон, Маккартни                                 | The Beatles                      | 3:29         |
| 2.  | «Gives You Hell»                                                                | Веллер, Риттер                                    | The All-American Rejects         | 3:26         |
| 3.  | «Hello» (при участии Джонатана Гроффа)                                          | Ричи                                              | Лайонел Ричи                     | 3:32         |
| 4.  | «A House Is Not a Home»                                                         | Бакарак, Дэвид                                    | Дайон Уорвик                     | 2:55         |
| 5.  | «One Less Bell to Answer / A House Is Not a Home» (при участии Кристин Ченовет) | Бакарак/ Бакарак, Дэвид                           | The 5th Dimension / Дайон Уорвик | 4:42         |
| 6.  | «Beautiful»                                                                     | Перри                                             | Кристина Агиллера                | 3:59         |
| 7.  | «Home» (при участии Кристин Ченовет)                                            | Чарли Смоллс                                      | The Wiz                          | 3:31         |
| 8.  | «Physical» (при участии Оливии Ньютон-Джон)                                     | Кипнер, Шаддик                                    | Оливия Ньютон-Джон               | 3:18         |
| 9.  | «Total Eclipse of the Heart» (при участии Джонатана Гроффа)                     | Стейнман                                          | Бонни Тайлер                     | 4:24         |
| 10. | «Lady Is a Tramp»                                                               | Роджерс, Харт                                     | Babes in Arms                    | 2:46         |
| 11. | «One»                                                                           | Боно                                              | U2                               | 3:56         |
| 12. | «Rose’s Turn]»                                                                  | Джули Стайн, Стивен Сондхейм                      | ''Gypsy: A Musical Fable''       | 2:00         |
| 13. | «Dream On» (при участии Нила Патрика Харриса)                                   | Тайлер                                            | Aerosmith                        | 4:34         |
| 14. | «The Safety Dance»                                                              | Дорошак                                           | Men Without Hats                 | 3:19         |
| 15. | «I Dreamed a Dream» (при участии Идины Мензель)                                 | Шёнберг, Бобил, Кретцмер                          | Отверженные                      | 3:08         |
| 16. | «Loser»                                                                         | Бек, Карл Стефенсон Carl Stephenson               | Бек                              | 3:47         |
| 17. | «Give Up the Funk»                                                              | Брейли, Клинтон, КоллинсBrailey, Clinton, Collins | Parliament                       | 4:25         |
| 18. | «Beth»                                                                          | Питер Крисс                                       | Kiss                             | 2:37         |
| 19. | «Poker Face» (при участии Идины Мензель)                                        | Леди Гага, RedOne                                 | Леди Гага                        | 3:39         |
| 20. | «Bad Romance»                                                                   | Леди Гага, RedOne                                 | Леди Гага                        | 4:54         |

## Чарты и сертификации
| Чарт (2010)              | Высшая позиция |
| ------------------------ | -------------- |
| Australian Albums Chart  | 1              |
| Canadian Albums Chart    | 1              |
| Irish Albums Chart       | 1              |
| Mexican Albums Chart     | 9              |
| New Zealand Albums Chart | 3              |
| UK Albums Chart          | 3              |
| US Billboard 200         | 1              |

| Чарт (2011)                     | Высшая позиция |
| ------------------------------- | -------------- |
| Belgian (Flanders) Albums Chart | 73             |
| Belgian (Wallonia) Albums Chart | 50             |
| Dutch Albums Chart              | 22             |
| Swiss Albums Chart              | 87             |

| Чарт (2010)      | Позиция |
| ---------------- | ------- |
| US Billboard 200 | 49      |

| страна         | Организация | Сертификация (уровни продаж) |
| -------------- | ----------- | ---------------------------- |
| Австралия      | ARIA        | Платиновый                   |
| Ирландия       | IRMA        | Платиновый                   |
| Новая Зеландия | RIANZ       | Золотой                      |
| Великобритания | BPI         | Золотой                      |
| США            | RIAA        | Золотой                      |